# Unione Sportiva Nike
L'Unione Sportiva Nike è stata una squadra di pallavolo femminile di Catania.

## Storia

Una formazione del 1973-74

La pallavolo femminile nacque a Catania grazie a Paolo e Liliana Pizzo, rispettivamente presidente e allenatrice, che negli anni 60 del Novecento, chiusa l'esperienza con la Mediterranea di Lallo Pennisi, costituirono la sezione femminile della U.S. Nike fondata qualche anno prima da un gruppo di studenti del liceo Spedalieri, poi ridenominata Torre Tabita e, solo nell'ultimo anno, quello dello scudetto, Alidea. Questa squadra partecipò inizialmente ai campionati giovanili, vincendo tre giochi della gioventù a livello nazionale e tre campionati juniores.
La prima stagione in Serie A fu la 1974-75: le ragazze, capitanate da Tiziana Pizzo, figlia di Paolo e Liliana, arrivarono quarte. Nel 1975-76 furono settime, nel 1976-77 si giocarono il primo posto arrivando terze nella poule scudetto. Nel 1977-78 la Torre Tabita, quarta al termine della regular season, perse la finale scudetto contro la Burro Giglio Reggio Emilia, l'anno dopo vinse la Coppa Italia (7° in campionato), nel 1979-80 (come Alidea) arrivò lo scudetto (con 17 vittorie e 5 sconfitte) e la partecipazione alla Coppa Campioni.
L'anno dopo la squadra, abbandonata dallo sponsor Alidea, e nell'indifferenza degli amministratori locali, si trasferì a Messina dove concluse la stagione al decimo posto su dodici squadre e dovette retrocedere in A2. Da quel momento non si ebbe più una squadra catanese ai vertici del campionato italiano. Nel 2005-06 hanno partecipato alla Serie B2 le squadre catanesi TTLines e Volley Club.

## Palmarès

L'Unione Sportiva Nike campione d'Italia 1979-80

- Campionato italiano: 1

1979-80
- Coppa Italia: 1

1978-79